# Санту-Амару-да-Императрис
Санту-Амару-да-Императрис (порт. Santo Amaro da Imperatriz) — муниципалитет в Бразилии, входит в штат Санта-Катарина. Составная часть мезорегиона Гранди-Флорианополис. Входит в экономико-статистический микрорегион Флорианополис. Население составляет 17 602 человека на 2007 год. Занимает площадь 352,4 км². Плотность населения — 58,7 чел./км².

## История
Город основан 10 июля 1958 года.

## Статистика
- Валовой внутренний продукт на 2005 составляет 130.007.000,00 реалов (данные: Бразильский институт географии и статистики).
- Валовой внутренний продукт на душу населения на 2005 составляет 7.233,00 реалов (данные: Бразильский институт географии и статистики).
- Индекс развития человеческого потенциала на 2000 составляет 0,843 (данные: Программа развития ООН).

## География

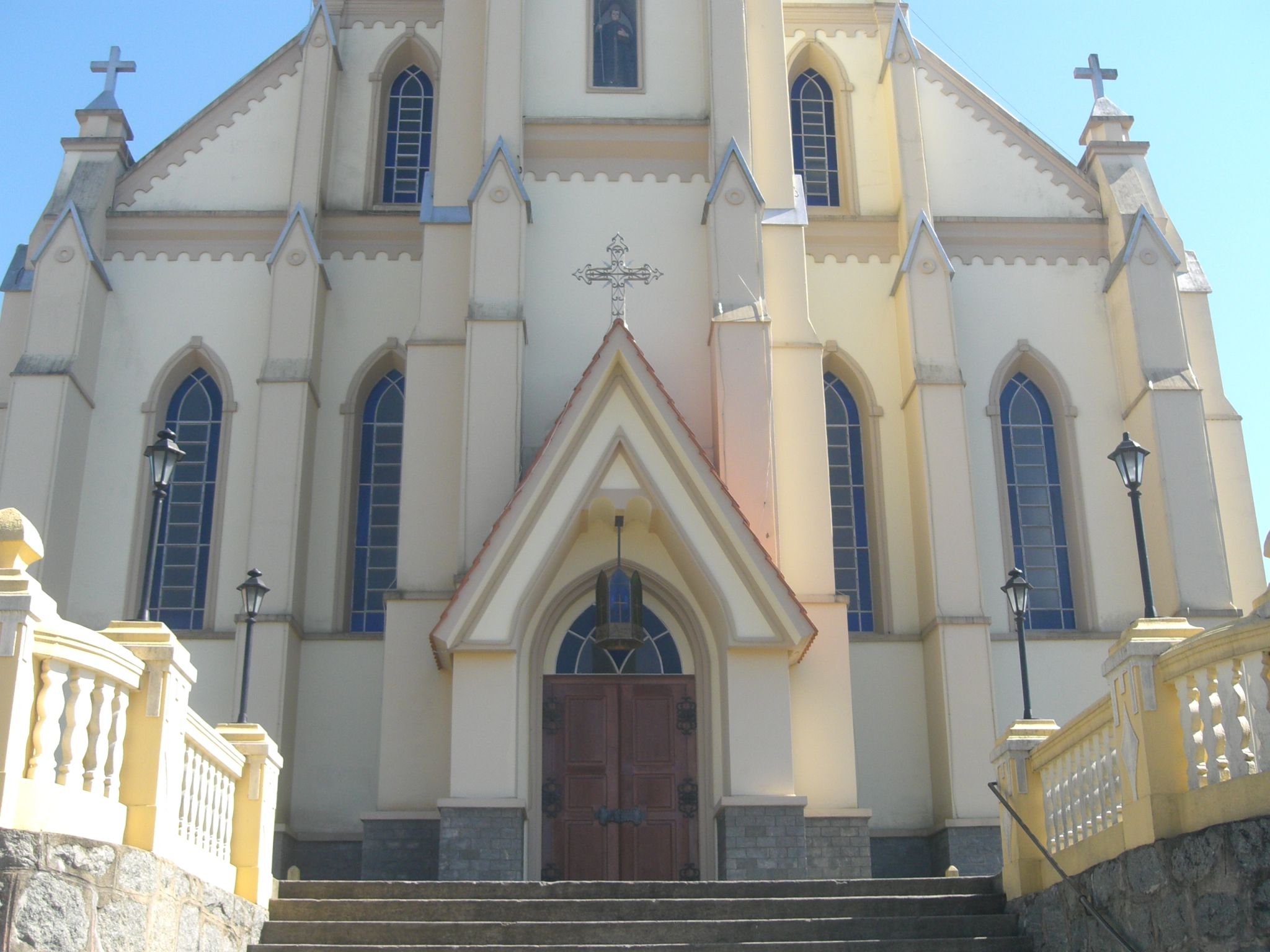
Собор

Климат местности: субтропический.